# Kélo
Kélo es una ciudad en el sudoeste de Chad.
Se trata de la quinta ciudad por población y es la capital del departamento de Tandjilé Oeste

## Demografía
| Año  | Habitantes |
| ---- | ---------- |
| 1993 | 31.319     |
| 2008 | 44.828     |